# Georges Pop
Ne doit pas être confondu avec Georges Popp.
 (octobre 2018).
Si vous disposez d'ouvrages ou d'articles de référence ou si vous connaissez des sites web de qualité traitant du thème abordé ici, merci de compléter l'article en donnant les références utiles à sa vérifiabilité et en les liant à la section « Notes et références ».
Georges Pop, né le 13 mai 1955 à Athènes (Grèce) est journaliste, directeur de communication, auteur, essayiste et scénariste de bande dessinée. Il vit en Suisse et possède la double nationalité suisse et grecque. Il a créé l'Atelier BD-Force, spécialisé dans la communication par la BD.

## Biographie
Après des études d'archéologie et d'histoire, il commence à travailler à l'AFP au milieu des années 1970, puis à RTL, et rejoint en 1979 la Radio Suisse Romande (RSR) ou il assume diverses productions d'informations, notamment le journal du matin et la revue de presse. Chef de la rubrique régionale, puis rédacteur en chef adjoint, il reprend en 2007 des fonctions de journaliste de base, puis de producteur à la RSR, devenue entretemps la RTS (Radio Télévision Suisse) pour se consacrer par ailleurs à diverses activités liées à la communication, notamment la direction de l'Atelier de communication BD-Force, et à la bande dessinée. Il travaille jusqu'en 2019 à la rédaction de la RTS à Lausanne et dirige parallèlement l'atelier BD-Force.
Pendant plusieurs années, il est le chancelier du jury du Festival BD de Sierre. Il dirige ou anime des séminaires de communication et figure parmi les formateurs du Centre de Formation au Journalisme et aux Médias, de l'Académie du Journalisme de l'Université de Neuchâtel (AJM-UNINE) et de l'École des Arts visuels de Lausanne (Ceruleum).
En 1993, il travaille avec Enrico Marini et publie Le Parfum du Magnolia, quatrième et dernier tome de la série Les dossiers d'Olivier Varèse.
À partir de 1997, il collabore avec Buche sur les trois tomes de la série Vincent Muraz publiée par Dargaud.
En 2004, il crée BD-Force, atelier spécialisé dans la création de bandes-dessinées collectives, notamment pour des entreprises ou des associations. Depuis cette date, BD-Force publie en moyenne 2 ou 3 albums de commande chaque année, ainsi que des brochures, affiches, prospectus, etc.
Georges Pop est l'auteur des livres Les Français ne sont pas Suisses (Cabédita 2014), Chroniques d'un petit immigré à l'usage des constipés (Cabédita 2016) et du Dictionnaire impertinent de l'automobiliste (Cabédita 2018)

## Publications
- Les Dossiers d'Olivier Varèse (BD)
  - Le Parfum du Magnolia - Alpen Publishers - 1993

- Vincent Muraz (BD)
  - Le Ventre du Doryphore - Dargaud - 1997
  - Le Vol du Pèlerin - Dargaud - 1999
  - La Chevelure de Bérénice - Dargaud - 2002

- Livres
  - Les Français ne sont pas Suisses - Essai - Cabedita - 2014
  - Chroniques d'un petit immigré à l'usage des constipés - Essai - Cabedita - 2016
  - Dictionnaire impertinent des automobilistes - Anthologie caustique - Cabedita - 2018

- Albums BD-Force 
  - Au Feu ! Extincteurs Associés - 1994
  - Retour de Flammes - Extincteurs Associés - 1996
  - La Vie en Verre - Collectif pour la Société Univerre - 2004
  - Pompiers Volontaires - Collectif pour l'ECA - 2006
  - Mes semblables - Collectif pour SOS-Racisme Suisse - 2007
  - Virus - Collectif - pour Groupe sida Genève - 2007
  - Tattoo Passion la BD - Collectif pour le portail Tattoo Passion spécialisé dans le body art - 2007
  - Bienvenue au Locle - Collectif pour la ville suisse du Locle - 2008
  - L'Impératrices des Mouettes - pour la Société de navigation des Mouettes genevoises - 2008
  - Champs Libres - USP - 2008
  - Pas Sang Toi - Service Régional Vaudois de Transfusion - 2009
  - Champagne contre Champagne - pour la commune suisse de Champagne- 2009
  - Physio - pour Physioswiss - 2009
  - Tranches de Locle nature - pour la ville suisse du Locle - 2010
  - Babel.ch - pour le Forum du Bilinguisme à Biel/Bienne - 2010
  - PréJugés - Histoires de l'Antisémitisme à travers les Âges - pour la CICAD/Genève - 2011
  - La Croisière spatio-temporelle de la Sirène - pour Swissboat/Genève - 2012
  - Coup de Foudre au Locle - pour la ville suisse du Locle - 2012
  - À l'Heure du Locle - pour la ville suisse du Locle - 2014
  - Tu sais quoi ? Je suis autiste Mais ... Pour le Comité du 2 avril (World Autism Awareness Day) - 2014